# 공수원로
공수원로 (Gongsuwon-ro)는 충청남도 공주시 우성면 송용교에서 충청남도 공주시 우성면 동대 교차로를 잇는 도로이다.

## 주요 경유지
충청남도
- 공주시 (우성면)

## 노선
전 구간 국도 제36호선에 속하므로 이 노선에 대한 별도 표기는 생략한다.
| 이름                            | 접속 노선                                         | 소재지          | 소재지          | 비고            |
| 칠갑산로와 직결                 | 칠갑산로와 직결                                   | 칠갑산로와 직결 | 칠갑산로와 직결 | 칠갑산로와 직결 |
| ------------------------------- | ------------------------------------------------- | --------------- | --------------- | --------------- |
| 송용교                          |                                                   | 공주시          | 우성면          |                 |
| 용봉 교차로                     | 국가지원지방도 제96호선 (용봉입동로) (용봉어천길) | 공주시          | 우성면          |                 |
| 범덕 교차로                     | 범덕골길                                          | 공주시          | 우성면          |                 |
| 느리티고개                      |                                                   | 공주시          | 우성면          |                 |
| 보흥 교차로                     | 보적동길                                          | 공주시          | 우성면          |                 |
| 양촌 교차로                     | 보흥1길                                           | 공주시          | 우성면          |                 |
| 묵방 교차로                     | 묵방길                                            | 공주시          | 우성면          |                 |
| 방흥 교차로                     | 151호선 서천공주고속도로                          | 공주시          | 우성면          |                 |
| 동대1교 동대2교 동대3교 동대4교 |                                                   | 공주시          | 우성면          |                 |
| 동대 교차로                     | 국도 제32호선 (차동로) (동대리길)                 | 공주시          | 우성면          |                 |